# Marta Kos
Marta Kos Marko (28 de junio de 1965) es una periodista, embajadora, escritora y política eslovena. Se desempeñó como embajadora de Eslovenia en Alemania y Suiza.
En junio de 2022 anunció su candidatura a la presidencia del país, apoyada por su partido Movimiento Libertad. En septiembre de 2022, anunció el retiro de su campaña presidencial.

## Primeros años
Marta Kos asistió a la Facultad de Ciencias Sociales de la Universidad de Liubliana. Más tarde trabajó como periodista en la redacción de deportes de Radiotelevisión Eslovenia y corresponsal de RTV de Alemania y como corresponsal de Deutsche Welle.
Durante varios años también fue vicepresidenta de la Cámara de Comercio de Eslovenia.

## Carrera política
Del periodismo, Marta Kos incursionó inicialmente en la política como directora de la oficina de información del gobierno y como vocera del gobierno. Durante el gobierno de Alenka Bratušek, en 2013 fue nombrada embajadora de Eslovenia en Alemania. En 2016, la revista alemana Diplomatisches Magazin la eligió como embajadora del año.
En 2017, fue nombrada embajadora de Eslovenia en Suiza, concurrente para Letonia y Liechtenstein, pero debido a diferentes puntos de vista sobre la gestión de la embajada y la política exterior tras el cambio de gobierno esloveno, así como supuestas irregularidades e inspecciones extraordinarias en la embajada, renunció a su cargo en 2020, antes del final de su mandato.
En 2022 se unió al partido político esloveno Movimiento Libertad y desde abril de 2022 se desempeña como una de las dos vicepresidentas del partido, junto a Urška Klakočar Zupančič.
El 28 de junio de 2022 anunció oficialmente su candidatura a la presidencia del país, con el apoyo de su partido y el primer ministro Robert Golob.

## Vida privada
Marta Kos fue la campeona yugoslava y eslovena y plusmarquista de natación. Es coautora de varios libros, entre ellos "Comunicación política" y "Los países y el mundo".